# Кліматичний песимум раннього Середньовіччя
Кліматичний песимум раннього Середньовіччя або песимум епохи Великого переселення народів — загальне похолодання клімату в  Європі, що тривало кілька століть після римського кліматичного оптимуму. Кульмінацією кліматичного песимуму стало похолодання 535-536 років. На зміну песимуму прийшов середньовічний кліматичний оптимум.

## Історія клімату
Початок песимуму в різних місцях датується по-різному і в цілому охоплює період з 250 по приблизно 450 р. н. е. Закінчення песимуму відносять приблизно до 750 р. н. е.
Протягом песимуму середньорічна температура була на 1-1,5 градуса нижче нинішньої. У цілому клімат став більш вологим, а зима — холоднішою. У Північній, Західній і Центральній Європі, а також у північному Середземномор'ї середньорічна холодна температура також була пов'язана з підвищеною вологістю. Межа поширення дерев в Альпах знизилась приблизно на 200 метрів, а льодовики збільшилися. Льодовик в Нижньому Гріндельвальді і ще один швейцарський льодовик досягли тих же розмірів, що і через багато століть під час малого льодовикового періоду 1300-1800-х рр. У районі Валь-де-Бань нім. Val de Bagnes римська дорога стала непрохідною. Зростання льодовика тривало до середини VIII ст. н. е.
Крім цього, близько 535–536 р. трапилася короткочасна всесвітня холодна аномалія (похолодання 535-536 років), пов'язана з катастрофічною подією.

## Історичні повідомлення
У північних областях і в гірських регіонах виробництво вина і злаків стало збитковим. Частими були неврожаї, росла захворюваність, дитяча та стареча смертність. Бурі і повені призвели до втрати частини суходолу на узбережжі Північного моря і в Південній Англії. В Італії в VI ст. н. е. відзначалися часті повені.
Єпископ Григорій Турський повідомляє, що в 580-і рр. у Франції частими були сильні зливи, негода, повені, масовий голод, неврожай, пізні заморозки, жертвами яких ставали птиці. У Норвегії в VI ст. н. е. було закинуто 40% селянських господарств.
Французький історик П'єр Ріше вказує, що в період 793 по 880 рр. 13 років були пов'язані з голодом і повенями, а 9 років — з вкрай холодними зимами та епідеміями. В цей час у Центральній Європі поширюється проказа.
Під час песимуму стався крах Західної Римської імперії і демографічний занепад. Населення Південної Європи знизилося з 20 до 10 млн чоловік. У VI ст. н. е. чисельність населення областей, які раніше належали до Західної Римської імперії, сильно скоротилася. Поряд з війнами причинами скорочення населення були неврожаї і епідемії. Безліч сіл, в основному на північ від Альп, були закинуті і порослі лісом. Аналіз пилку вказує на загальний занепад землеробства.
Нові поселення, засновані в VII ст. н. е., характеризуються новою структурою поселень і вказують на культурний розрив з колишньою традицією.

## Аналіз культурних наслідків
Оскільки песимум збігся за часом з Великим переселенням народів (близько 375/76-568 рр. н. е.), то більшість істориків вважають його однією з головних причин даного переселення. При цьому слід враховувати, що переселення тривало понад два століття і почалося ще до кінця попереднього римського кліматичного оптимуму. Можливо, ще однією причиною переселення став швидкий приріст населення в Північній Європі, викликаний кліматичним оптимумом, а конкретним поштовхом до переселення стала навала гунів у 375/76 рр. на Центральну Європу.